# 日向ひかる
日向 ひかる（ひなた ひかる、1988年8月17日 - ）は、日本のAV女優。

## 略歴
趣味、特技:料理。
2008年9月に『新人×ギリモザ 初恋 日向ひかる』でAVデビュー。

## 作品

### アダルトビデオ
2008年
- ギリモザ 僕ラハコノ娘に恋ヲスル。 日向ひかる×KEI（2008年8月7日、エスワン）…他出演:KEI
- 新人×ギリモザ 初恋 日向ひかる（2008年9月7日、エスワン）
- ギリモザ 6つのコスチュームでパコパコ! 日向ひかる（2008年10月19日、エスワン）
- ギリモザ 僕だけのひかる 日向ひかる (2008年11月19日、エスワン)
- S1 GIRLS COLLECTION S級女優23人！おっぱいボヨヨ〜ン4時間2 （2008年12月7日、エスワン）
- ギリモザ 絶叫！ビッグマグナムFUCK 日向ひかる (2008年12月19日、エスワン)
- S1 GIRLS COLLECTION 可愛い顔してモッサリ剛陰毛4時間 (2008年12月19日、エスワン)
- S1 GIRLS COLLECTION 体液が絡み合う汗だくセックス4時間 (2008年12月19日、エスワン)

2009年
- S1 GIRLS COLLECTION S級女優25人！ギリモザ4時間スペシャル (2009年1月7日、エスワン)
- ギリモザ ものすごい顔射 日向ひかる (2009年1月19日、エスワン)
- S1 GIRLS COLLECTION ガン突きアクロバティックFUCK4時間 (2009年1月19日、エスワン)
- S1 GIRLS COLLECTION 乳首舐め手コキ4時間 (2009年2月7日、エスワン)
- S1 GIRLS COLLECTION バコバコ騎乗位4時間！7 (2009年2月7日、エスワン)
- ギリモザ 無限絶頂！激イカセFUCK 日向ひかる (2009年2月19日、エスワン)
- S1 GIRLS COLLECTION S級ナースの誘惑セックス4時間 (2009年3月7日、エスワン)
- S1 GIRLS COLLECTION ものすごくカワイイ美少女とセックス4時間2 (2009年3月7日、エスワン)
- S1 GIRLS COLLECTION ビックンビックン痙攣絶頂4時間！3 (2009年3月7日、エスワン)
- S1 GIRLS COLLECTION ビッグマグナムFUCK4時間3 (2009年4月7日、エスワン)
- S1 GIRLS COLLECTION あなたの最高のオナニーのために 4時間2(2009年4月19日、エスワン)
- S1 GIRLS COLLECTION 最後の一滴まで欲しいの お掃除フェラ100連発2(2009年4月19日、エスワン)
- スチュワーデス 美尻汚し(2009年5月7日、BeFree)
- S1 GIRLS COLLECTION S級女優に一撃！ものすごい顔射4時間6(2009年5月7日、エスワン)
- S1 GIRLS COLLECTION アナタだけにおねだりFUCK4時間(2009年5月19日、エスワン)
- S1 GIRLS COLLECTION 極限絶頂！イキまくりFUCK4時間(2009年5月19日、エスワン)
- S1 GIRLS COLLECTION アナル丸見え！バコバコSEX4時間(2009年5月19日、エスワン)
- S1 GIRLS COLLECTION 最高に気持ちいいフェラチオ4時間(2009年6月7日、エスワン)
- S1 GIRLS COLLECTION ものすごい美尻4時間！5(2009年6月19日、エスワン)
- お嬢様家庭教師 裏切りの個人授業 (2009年7月7日、アタッカーズ)
- S1 GIRLS COLLECTION 貴男に抱かれて本気セックス4時間(2009年7月7日、エスワン)
- S1 PLATINUM COLLECTION 超厳選！とっておきの未公開映像8時間(2009年7月7日、エスワン)
- S1 GIRLS COLLECTION S級女優20人！ネットリ濃厚セックス4時間スペシャル(2009年7月19日、エスワン)
- S1 GIRLS COLLECTION 2008年下半期ベスト50！8時間(2009年7月19日、エスワン)
- 完全絶頂アクメ奴隷 日向ひかる(2009年8月5日、ダスッ！)
- S1 GIRLS COLLECTION マシンガンピストンFUCK4時間！(2009年8月19日、エスワン)
- S1 SPECIAL BOX S1 GREATEST GIRLS 100人12時間(2009年8月19日、エスワン)